# Spirit: Stallion of the Cimarron (soundtrack)
Spirit: Stallion of the cimarron is de soundtrack van de film met dezelfde naam die is gecomponeerd en geproduceerd door Bryan Adams en Hans Zimmer. Het album is uitgebracht op 4 mei 2002 door A&M Records.
De liedjes werden gezongen door Bryan Adams en hij was ook te horen in de originele versie van de animatiefilm. Het nummer "Here I Am (End Title)" op het album werd ook uitgebracht op single en ontving een Golden Globe-nominatie voor beste filmsong. De filmmuziek werd uitgevoerd door het 'London Studio Orchestra' onder leiding van Gavin Greenaway. De opnames vonden plaats in de AIR Lyndhurst Studios, The Warehouse Studio en Compass Point Studios.

## Musici
- Bryan Adams - Gitaar en basgitaar
- David Channing - 12-snarige gitaar
- Mickey Curry - Drums
- Craig Eastman - Fiddle
- Steve Jablonsky - Keyboard
- Davey Johnstone - Gitaar
- Pat Leonard - Keyboard
- Matt Mahaffey - Drums en Keyboard

- Sarah McLachlan - Piano
- Heitor Pereira - Gitaar
- Keith Scott - Gitaar
- Ashwin Sood - Drums
- Martin Tillman - Cello
- Mel Wesson - Keyboard
- Bruce White - Altviool
- Hans Zimmer - Keyboard

## Nummers
| Nr.: | Titel:                             | Geschreven:                               | Duur: |
| ---- | ---------------------------------- | ----------------------------------------- | ----- |
| 1    | Here I Am (End Title)              | Bryan Adams, Gretchen Peters, Hans Zimmer | 4:44  |
| 2    | I Will Always Return               | Adams, Zimmer, Robert John Lange          | 3:58  |
| 3    | You Can't Take Me                  | Adams, Gavin Greenaway, Lange             | 2:56  |
| 4    | Get Off My Back                    | Adams, Eliot Kennedy                      | 2:50  |
| 5    | Brothers Under The Sun             | Adams, Peters, Steve Jablonsky            | 3:57  |
| 6    | Don't Let Go (met Sarah McLachlan) | Adams, Greenaway, Peters, Lange           | 4:02  |
| 7    | This Is Where I Belong             | Adams, Peters, Zimmer                     | 2:21  |
| 8    | Here I Am                          | Adams, Peters, Zimmer                     | 4:32  |
| 9    | Sound The Bugle                    | Greenaway, Trevor Horn                    | 3:54  |
| 10   | Run Free                           | Zimmer                                    | 6:21  |
| 11   | Homeland (Maintitle)               | Zimmer                                    | 3:41  |
| 12   | Rain                               | Zimmer                                    | 2:50  |
| 13   | The Long Road Back                 | Zimmer                                    | 7:11  |
| 14   | Nothing I've Ever Known            | Adams, Kennedy, Zimmer                    | 3:52  |
| 15   | I Will Always Return (Finale)      | Adams, Zimmer, Lange                      | 2:50  |

## Hitnoteringen

### NederlandseAlbum Top 100
| Hitnotering: 03-08-2002 t/m 19-10-2002 | Hitnotering: 03-08-2002 t/m 19-10-2002 | Hitnotering: 03-08-2002 t/m 19-10-2002 | Hitnotering: 03-08-2002 t/m 19-10-2002 | Hitnotering: 03-08-2002 t/m 19-10-2002 | Hitnotering: 03-08-2002 t/m 19-10-2002 | Hitnotering: 03-08-2002 t/m 19-10-2002 | Hitnotering: 03-08-2002 t/m 19-10-2002 | Hitnotering: 03-08-2002 t/m 19-10-2002 | Hitnotering: 03-08-2002 t/m 19-10-2002 | Hitnotering: 03-08-2002 t/m 19-10-2002 | Hitnotering: 03-08-2002 t/m 19-10-2002 | Hitnotering: 03-08-2002 t/m 19-10-2002 | Hitnotering: 03-08-2002 t/m 19-10-2002 |
| Week:                                  | 1                                      | 2                                      | 3                                      | 4                                      | 5                                      | 6                                      | 7                                      | 8                                      | 9                                      | 10                                     | 11                                     | 12                                     |                                        |
| -------------------------------------- | -------------------------------------- | -------------------------------------- | -------------------------------------- | -------------------------------------- | -------------------------------------- | -------------------------------------- | -------------------------------------- | -------------------------------------- | -------------------------------------- | -------------------------------------- | -------------------------------------- | -------------------------------------- | -------------------------------------- |
| Positie:                               | 45                                     | 30                                     | 22                                     | 24                                     | 24                                     | 29                                     | 34                                     | 42                                     | 54                                     | 72                                     | 79                                     | 91                                     | uit                                    |

### VlaamseUltratop 100Albums
| Hitnotering: (Week 1 t/m 10) 13-07-2002 t/m 14-09-2002 Hitnotering: (Week 11) 28-09-2002 Hitnotering: (Week 12) 26-10-2002 | Hitnotering: (Week 1 t/m 10) 13-07-2002 t/m 14-09-2002 Hitnotering: (Week 11) 28-09-2002 Hitnotering: (Week 12) 26-10-2002 | Hitnotering: (Week 1 t/m 10) 13-07-2002 t/m 14-09-2002 Hitnotering: (Week 11) 28-09-2002 Hitnotering: (Week 12) 26-10-2002 | Hitnotering: (Week 1 t/m 10) 13-07-2002 t/m 14-09-2002 Hitnotering: (Week 11) 28-09-2002 Hitnotering: (Week 12) 26-10-2002 | Hitnotering: (Week 1 t/m 10) 13-07-2002 t/m 14-09-2002 Hitnotering: (Week 11) 28-09-2002 Hitnotering: (Week 12) 26-10-2002 | Hitnotering: (Week 1 t/m 10) 13-07-2002 t/m 14-09-2002 Hitnotering: (Week 11) 28-09-2002 Hitnotering: (Week 12) 26-10-2002 | Hitnotering: (Week 1 t/m 10) 13-07-2002 t/m 14-09-2002 Hitnotering: (Week 11) 28-09-2002 Hitnotering: (Week 12) 26-10-2002 | Hitnotering: (Week 1 t/m 10) 13-07-2002 t/m 14-09-2002 Hitnotering: (Week 11) 28-09-2002 Hitnotering: (Week 12) 26-10-2002 | Hitnotering: (Week 1 t/m 10) 13-07-2002 t/m 14-09-2002 Hitnotering: (Week 11) 28-09-2002 Hitnotering: (Week 12) 26-10-2002 | Hitnotering: (Week 1 t/m 10) 13-07-2002 t/m 14-09-2002 Hitnotering: (Week 11) 28-09-2002 Hitnotering: (Week 12) 26-10-2002 | Hitnotering: (Week 1 t/m 10) 13-07-2002 t/m 14-09-2002 Hitnotering: (Week 11) 28-09-2002 Hitnotering: (Week 12) 26-10-2002 | Hitnotering: (Week 1 t/m 10) 13-07-2002 t/m 14-09-2002 Hitnotering: (Week 11) 28-09-2002 Hitnotering: (Week 12) 26-10-2002 | Hitnotering: (Week 1 t/m 10) 13-07-2002 t/m 14-09-2002 Hitnotering: (Week 11) 28-09-2002 Hitnotering: (Week 12) 26-10-2002 | Hitnotering: (Week 1 t/m 10) 13-07-2002 t/m 14-09-2002 Hitnotering: (Week 11) 28-09-2002 Hitnotering: (Week 12) 26-10-2002 | Hitnotering: (Week 1 t/m 10) 13-07-2002 t/m 14-09-2002 Hitnotering: (Week 11) 28-09-2002 Hitnotering: (Week 12) 26-10-2002 | Hitnotering: (Week 1 t/m 10) 13-07-2002 t/m 14-09-2002 Hitnotering: (Week 11) 28-09-2002 Hitnotering: (Week 12) 26-10-2002 |
| Week: | 1 | 2 | 3 | 4 | 5 | 6 | 7 | 8 | 9 | 10 | | 11 | | 12 | |
| --- | --- | --- | --- | --- | --- | --- | --- | --- | --- | --- | --- | --- | --- | --- | --- |
| Positie: | 22 | 7 | 6 | 8 | 11 | 15 | 16 | 18 | 22 | 35 | uit | 45 | uit | 49 | uit |

## Prijzen en nominaties
| Jaar | Prijs        | Categorie      | Genomineerde(n)                                              | Uitslag     |
| ---- | ------------ | -------------- | ------------------------------------------------------------ | ----------- |
| 2003 | Golden Globe | Beste filmsong | Hans Zimmer, Bryan Adams & Gretchen Peters, voor "Here I Am" | Genomineerd |